# Eddie Fleischman
Eddie Yahia Fleischman Benathan (Lima, 7 de enero de 1966) es un narrador y comentarista deportivo peruano. Actualmente, conduce el pódcast Fulldeporte y el bloque deportivo Fúbol total en Nova en Radio Nova.

## Trayectoria
Estudió administración de empresas en la Universidad del Pacífco, que se especializó posteriormente en Comunicación y Periodismo en 1992.
Se inició en la radio a lado de Micky Rospigliosi en la emisora El Sol.
En 1993 se inició en la televisión para el canal 7 de Lima, para posteriormente cubrir los Juegos Olímpicos de Atlanta 1996 cuando estuvo en Teledeportes de Panamericana Televisión. Entre 1998 y 2001 fue director de América deportes por América Televisión, presentó en ese entonces el mundial futbolístico Francia 1998.
En enero de 2002, ingresó a ATV. Fue conductor del conocido espacio de medianoche El deportivo, estrenado en febrero en ese año y que permaneció 13 años. En 2015, luego de 3100 días de emisión, su programa fue cancelado.
Durante su estadía, Fleischman condujo mundiales adquiridos por la cadena, como los juegos olímpicos de Atenas 2004 y Pekín 2008, en que comentó en su segmento nocturno sesiones de boxeo, atletismo, voley y basket y natación; así como mundiales de fútbol de FIFA Confederaciones 2005, Sudamericano de Sub-20 2005, Alemania 2006, entre otros. En 2007 fue corresponsal en Corea del Mundial de Fútbol Sub-17 bajo la alianza ATV y Global Televisión con comentarios de Roberto Martínez, Diego Rebagliati y Julio Meléndez.
En 2016 condujo el programa radial Fútbol como cancha para RPP junto a Daniel Peredo hasta su retiro en 2018.
Entre 2018 y 2019 entró a Latina Televisión para el espacio Latina Deportes; además destacó el especial Mundialitis, para el Mundial de Fútbol Rusia 2018, y la cobertura de los Juegos Panamericanos de Lima. Además se lanzó un segmento de anécdotas vividas en El deportivo para las redes sociales.
En 2017 colaboró con la edición local del sitio web As. Al año siguiente, participó como panelista en la edición peruana de Fox Sports hasta su cierre de emisiones en 2019.
En el año 2019 comenzó a producir contenido en su propia página de Youtube llamada Eddie Fleischman, donde publica contenido relacionado al mundo deportivo peruano e internacional y donde también interactúa en vivo con sus seguidores. Obtuvo el premio Luces de 2023.
En 2021 migra a Willax Televisión para conducir Willax deportes. Al año siguiente conduce algunos partidos de fútbol con Universitario de Deportes de visita.
En enero de 2024, Radio Nova contrató al periodista deportivo para dirigir un nuevo bloque denominado Fútbol total en Nova, que se transmitiría en todas sus filiales. El programa se estrenó el 19 de febrero de ese año.
En abril de 2025, fue incluido en el pódcast Juego cruzado del canal de streaming Denganche. Le acompañan Reimond Manco, Michael Succar, Horacio Zimmermann y Christian Hudtwalcker.

## Vida privada
Tiene tres hijos.
En el ámbito político, se declara a favor del neoliberalismo, es abiertamente anticomunista y se opuso al gobierno de Pedro Castillo.

## Créditos

### Televisión
| Año       | Título                | Canal                | Notas       | Ref.   |
| --------- | --------------------- | -------------------- | ----------- | ------ |
| 2002-2015 | El deportivo          | Andina de Televisión |             | [ 5 ]  |
| 2018-2019 | Latina deportes       | Latina Televisión    |             | [ 20 ] |
| 2018      | Mundialitis           | Latina Televisión    |             |        |
| 2018-2019 | Fox Sports Radio Perú | Fox Sports           | Panelista   |        |
| 2022-2024 | Willax deportes       | Willax Televisión    | Presentador |        |

### Radio
| Año             | Título               | Emisora                  | Notas       | Ref.   |
| --------------- | -------------------- | ------------------------ | ----------- | ------ |
| 2008-2010       | Hablemos de fútbol   | CPN Radio                | Presentador | [ 30 ] |
| 2016-2018       | Fútbol como cancha   | Radio Programas del Perú | Presentador |        |
| 2024-actualidad | Fútbol Total en Nova | Radio Nova               | Presentador | [ 31 ] |

### Internet
| Año           | Título                              | Canal   | Notas       | Ref.   |
| ------------- | ----------------------------------- | ------- | ----------- | ------ |
| 2018          | Fleischmaneadas                     | YouTube | Presentador | [ 3 ]  |
| 2018-presente | Fulldeporte.pe con Eddie Fleischman | YouTube | Presentador | [ 4 ]  |
| 2024-presente | Fútbol total en Nova                | YouTube | Presentador |        |
| 2025-presente | Juego cruzado                       | YouTube | Panelista   | [ 28 ] |